# Крайнее (Джанкойский район)
Кра́йнее (до 1948 года Тюп-Канги́л; укр. Крайнє, крымскотат. Tüp Qañğıl, Тюп Къанъгъыл) — исчезнувшее село в Джанкойском районе Республики Крым, располагавшееся на северо-востоке района, в степной части Крыма, на оконечности полуострова залива Сиваш, примерно в 7 км к северо-востоку от современного села Прозрачное.

### Динамика численности населения
- 1805 год — 71 чел.[5]
- 1864 год — 12 чел.[6]
- 1900 год — 36 чел.[7]
- 1915 год — 21/29 чел.[8][9]
- 1926 год — 27 чел.[10]

## История
Первое документальное упоминание села встречается в Камеральном Описании Крыма… 1784 года, судя по которому, в последний период Крымского ханства Дин Канлы  входил в Таманский кадылык Карасубазарского каймаканства. После присоединения Крыма к России (8) 19 апреля 1783 года, (8) 19 февраля 1784 года, именным указом Екатерины II сенату, на территории бывшего Крымского Ханства была образована Таврическая область и деревня была приписана к Перекопскому уезду. После Павловских реформ, с 1796 по 1802 год, входила в Перекопский уезд Новороссийской губернии. По новому административному делению, после создания 8 (20) октября 1802 года Таврической губернии, Тюп-Кангил был включён в состав Таганашминской волости Перекопского уезда.
По Ведомости о всех селениях в Перекопском уезде состоящих с показанием в которой волости сколько числом дворов и душ… от 21 октября 1805 года в деревне Тип канлы числилось 12 дворов и 71 житель крымский татарин. На военно-топографической карте генерал-майора Мухина 1817 года деревня Дип каниль обозначена с 15 дворами. После реформы волостного деления 1829 года Туп Конлы, согласно «Ведомости о казённых волостях Таврической губернии 1829 г», передали в состав Башкирицкой волости (переименованной из Таганашминской). На карте 1836 года в деревне 12 дворов. Затем, видимо, в результате эмиграции крымских татар, деревня заметно опустела и на карте 1842 года деревня записана как Тюп-Кангыл (или Тюп-Канлы) и обозначена условным знаком «малая деревня», то есть, менее 5 дворов.
В 1860-х годах, после земской реформы Александра II, деревню включили в состав Владиславской волости того же уезда. В «Списке населённых мест Таврической губернии по сведениям 1864 года», составленном по результатам VIII ревизии 1864 года, Тюп-Канлы — владельческая татарская деревня с 3 дворами и 12 жителями при колодцах. По обследованиям профессора А. Н. Козловского начала 1860-х годов, в селении вода в колодцах глубиной от 1,5—3 до 5 саженей (от 2 до 10 м) была частью солоноватая, а частью солёная. Согласно «Памятной книжке Таврической губернии за 1867 год», деревня Тюп Ханлы была покинута жителями в 1860—1864 годах, в результате эмиграции крымских татар, особенно массовой после Крымской войны 1853—1856 годов, в Турцию и оставалась в развалинах и в доступных источниках второй половины XIX века не встречается.
Вновь в доступных источниках селение встречается в «…Памятной книжке Таврической губернии на 1900 год», согласно которой в посёлке Тюп-Кангилк Ак-Шеихской волости числилось 36 жителей в 5 дворах. По Статистическому справочнику Таврической губернии. Ч.II-я. Статистический очерк, выпуск пятый Перекопский уезд, 1915 год, в Ак-Шеихской волости Перекопского уезда числилось 2 хутора Тюп-Кангил с немецким населением: Кайзера — 2 двора, 9 человек приписных жителей и 26 — «посторонних» и Фр. Киблера — 1 двор, 13 приписных и 3 «посторонних». На хуторе Кайзера всего было 23 мужчины и 12 женщин. При хуторе числилось 500 десятин удобной земли, в хозяйстве имелось 4 лошади 2 коровы. На хуторе Киблера — 11 мужчин, 5 женщин, удобной земли 650 десятин, 6 лошадей, 2 коровы и 6 голов мелкого скота.
После установления в Крыму Советской власти, по постановлению Крымревкома от 8 января 1921 года № 206 «Об изменении административных границ» была упразднена волостная система и в составе Джанкойского уезда (преобразованного из Перекопского) был создан Джанкойский район. В 1922 году уезды преобразовали в округа. 11 октября 1923 года, согласно постановлению ВЦИК, в административное деление Крымской АССР были внесены изменения, в результате которых округа были ликвидированы, основной административной единицей стал Джанкойский район и село включили в его состав. Согласно Списку населённых пунктов Крымской АССР по Всесоюзной переписи 17 декабря 1926 года, на хуторе Тюп-Кангил (бывший Кайзера), Тюп-Кенегезского сельсовета Джанкойского района, числилось 5 дворов, население составляло 23 человека, все русские; на хуторе Тюп-Кангил (бывший Киблера), того же сельсовета 3 двора и 4 жителя. После образования в 1935 году Колайского района (переименованного указом ВС РСФСР № 621/6 от 14 декабря 1944 года в Азовский) село включили в его состав.
После освобождения Крыма от фашистов в апреле, 12 августа 1944 года было принято постановление № ГОКО-6372с «О переселении колхозников в районы Крыма» и в сентябре 1944 года в район приехали первые новоселы (162 семьи) из Житомирской области, а в начале 1950-х годов последовала вторая волна переселенцев из различных областей Украины. С 25 июня 1946 года Бай Онлар в составе Крымской области РСФСР. Указом Президиума Верховного Совета РСФСР от 18 мая 1948 года, Тюп-Кангил переименовали в Крайнее. 26 апреля 1954 года Крымская область была передана из состава РСФСР в состав УССР. Ликвидировано до 1960 года, поскольку в «Справочнике административно-территориального деления Крымской области на 15 июня 1960 года» селение уже не значилось (согласно справочнику «Крымская область. Административно-территориальное деление на 1 января 1968 года» — в период с 1954 по 1968 годы).